# 남양주시의 국회의원

## 행정구역 변천
- 1980년 4월 1일 양주군 구리읍·미금읍·진접면·진건면·수동면·화도면·와부면·별내면 일부(청학리·용암리·덕송리·광전리·퇴계원리·화접리)에 경기도 남양주군 설치
- 1986년 1월 1일 남양주군 구리읍에 구리시 설치
- 1986년 4월 1일 와부읍 조안출장소가 조안면으로 승격
- 1989년 1월 1일 남양주군 미금읍에 미금시 설치
- 1989년 4월 1일 별내면 퇴계원출장소가 퇴계원면으로 승격
- 1995년 1월 1일 미금시와 남양주군을 통합하여 경기도 남양주시 설치
- 1995년 5월 6일 진접읍 오남출장소가 오남면으로 승격
- 2011년 12월 22일 별내면 덕송리, 화접리 별내동으로 분리승격

## 남양주시의 역대 국회의원 일람
| 대수   | 이름           | 소속정당     | 임기                            | 선거구역                                                                        |
| ------ | -------------- | ------------ | ------------------------------- | ------------------------------------------------------------------------------- |
| 제11대 | 김영선(金永先) | 민주정의당   | 1981년 4월 11일~1985년 4월 10일 | 남양주군·양평군 일원                                                            |
| 제11대 | 조병봉(趙炳鳳) | 한국국민당   | 1981년 4월 11일~1985년 4월 10일 | 남양주군·양평군 일원                                                            |
| 제12대 | 김영선(金永先) | 민주정의당   | 1985년 4월 11일~1988년 5월 29일 | 남양주군·양평군 일원                                                            |
| 제12대 | 조병봉(趙炳鳳) | 한국국민당   | 1985년 4월 11일~1988년 5월 29일 | 남양주군·양평군 일원                                                            |
| 제13대 | 이성호(李聖浩) | 민주정의당   | 1988년 5월 30일~1992년 5월 29일 | 남양주군 일원                                                                   |
| 제14대 | 이성호(李聖浩) | 민주자유당   | 1992년 5월 30일~1996년 5월 29일 | 미금시·남양주군 일원                                                            |
| 제15대 | 이성호(李聖浩) | 신한국당     | 1996년 5월 30일~2000년 5월 29일 | 남양주시 일원                                                                   |
| 제16대 | 조정무(曺正茂) | 한나라당     | 2000년 5월 30일~2004년 5월 29일 | 남양주시 일원                                                                   |
| 제17대 | 최재성(崔宰誠) | 열린우리당   | 2004년 5월 30일~2008년 5월 29일 | 남양주시 갑: 와부읍, 화도읍, 수동면, 조안면, 호평동, 평내동, 금곡동, 양정동     |
| 제17대 | 박기춘(朴起春) | 열린우리당   | 2004년 5월 30일~2008년 5월 29일 | 남양주시 을: 진접읍, 진건읍, 오남읍, 별내면, 퇴계원면, 도농동, 지금동           |
| 제18대 | 최재성(崔宰誠) | 통합민주당   | 2008년 5월 30일~2012년 5월 29일 | 남양주시 갑: 와부읍, 화도읍, 수동면, 조안면, 호평동, 평내동, 금곡동, 양정동     |
| 제18대 | 박기춘(朴起春) | 통합민주당   | 2008년 5월 30일~2012년 5월 29일 | 남양주시 을: 진접읍, 진건읍, 오남읍, 별내면, 퇴계원면, 도농동, 지금동           |
| 제19대 | 최재성(崔宰誠) | 민주통합당   | 2012년 5월 30일~2016년 5월 29일 | 남양주시 갑: 와부읍, 화도읍, 수동면, 조안면, 호평동, 평내동, 금곡동, 양정동     |
| 제19대 | 박기춘(朴起春) | 민주통합당   | 2012년 5월 30일~2016년 5월 29일 | 남양주시 을: 진접읍, 진건읍, 오남읍, 별내면, 퇴계원면, 별내동, 도농동, 지금동   |
| 제20대 | 조응천(趙應天) | 더불어민주당 | 2016년 5월 30일~2020년 5월 29일 | 남양주시 갑: 화도읍, 수동면, 호평동, 평내동                                     |
| 제20대 | 김한정(金漢正) | 더불어민주당 | 2016년 5월 30일~2020년 5월 29일 | 남양주시 을: 진접읍, 오남읍, 별내면, 별내동                                     |
| 제20대 | 주광덕(朱光德) | 새누리당     | 2016년 5월 30일~2020년 5월 29일 | 남양주시 병: 와부읍, 진건읍, 조안면, 퇴계원면, 금곡동, 양정동, 지금동, 도농동   |
| 제21대 | 조응천(趙應天) | 더불어민주당 | 2020년 5월 30일~2024년 5월 29일 | 남양주시 갑: 화도읍, 수동면, 호평동, 평내동                                     |
| 제21대 | 김한정(金漢正) | 더불어민주당 | 2020년 5월 30일~2024년 5월 29일 | 남양주시 을: 진접읍, 오남읍, 별내면, 별내동                                     |
| 제21대 | 김용민(金容民) | 더불어민주당 | 2020년 5월 30일~2024년 5월 29일 | 남양주시 병: 와부읍, 진건읍, 조안면, 퇴계원읍, 금곡동, 양정동, 다산1동, 다산2동 |
| 제22대 | 최민희(崔民熙) | 더불어민주당 | 2024년 5월 30일~                | 남양주시 갑: 화도읍, 수동면, 호평동, 평내동                                     |
| 제22대 | 김병주(金柄周) | 더불어민주당 | 2024년 5월 30일~                | 남양주시 을: 진접읍, 오남읍, 별내면, 별내동                                     |
| 제22대 | 김용민(金容民) | 더불어민주당 | 2024년 5월 30일~                | 남양주시 병: 와부읍, 진건읍, 조안면, 퇴계원읍, 금곡동, 양정동, 다산1동, 다산2동 |

## 같이 보기
- 남양주시 갑
- 남양주시 을
- 남양주시 병
- 남양주군 (선거구)
- 미금시·남양주군
- 남양주시 (선거구)
- 미금시의 국회의원
- 양주시의 국회의원
- 구리시의 국회의원
- 의정부시의 국회의원
- 서울 도봉구의 국회의원
- 서울 강북구의 국회의원
- 서울 노원구의 국회의원